# Michael Kirkpatrick
Michael Kirkpatrick (né le 9 mai 1990 à North Sydney dans la province de la Nouvelle-Écosse au Canada) est un joueur canadien de hockey sur glace.

## Biographie

### En club
En 2009, il signe un contrat avec le Wild du Minnesota.
En 2010, il livre son 200e match en saison régulière dans la LHJMQ.
En 2011, il est invité au camp d'entrainement des Jets de Winnipeg.

### En équipe nationale
Au niveau international, il représente le Canada. En 2013, il est sélectionné pour les Universiade d'hiver de 2013.

## Statistiques

### En club
| Saison    | Équipe                                     | Ligue          |    | Saison régulière | Saison régulière | Saison régulière | Saison régulière | Saison régulière |    | Séries éliminatoires | Séries éliminatoires | Séries éliminatoires | Séries éliminatoires | Séries éliminatoires |
| Saison    | Équipe                                     | Ligue          | PJ | B                | A                | Pts              | Pun              | PJ               | B  | A                    | Pts                  | Pun                  |                      |                      |
| 2006-2007 | Crushers de Weeks                          | LMHJA          | 53 | 22               | 20               | 42               | 52               | -                | -  | -                    | -                    | -                    |                      |                      |
| 2007-2008 | Sea Dogs de Saint-Jean                     | LHJMQ          | 69 | 14               | 8                | 22               | 33               | 14               | 3  | 4                    | 7                    | 2                    |                      |                      |
| 2008-2009 | Sea Dogs de Saint-Jean                     | LHJMQ          | 67 | 34               | 30               | 64               | 38               | 4                | 2  | 2                    | 4                    | 10                   |                      |                      |
| 2009-2010 | Sea Dogs de Saint-Jean                     | LHJMQ          | 64 | 29               | 54               | 83               | 38               | 21               | 15 | 16                   | 31                   | 30                   |                      |                      |
| 2010-2011 | Sea Dogs de Saint-Jean                     | LHJMQ          | 63 | 31               | 51               | 82               | 44               | 12               | 3  | 10                   | 13                   | 2                    |                      |                      |
| 2011      | Sea Dogs de Saint-Jean                     | Coupe Memorial | -  | -                | -                | -                | -                | 3                | 1  | 4                    | 5                    | 4                    |                      |                      |
| 2011-2012 | X-Men de l'Université Saint-Francis-Xavier | SUA            | 28 | 15               | 15               | 30               | 10               | -                | -  | -                    | -                    | -                    |                      |                      |
| 2012-2013 | X-Men de l'Université Saint-Francis-Xavier | SUA            | 28 | 6                | 12               | 18               | 34               | -                | -  | -                    | -                    | -                    |                      |                      |
| 2013-2014 | X-Men de l'Université Saint-Francis-Xavier | SUA            | 24 | 9                | 11               | 20               | 6                | -                | -  | -                    | -                    | -                    |                      |                      |
| 2014-2015 | X-Men de l'Université Saint-Francis-Xavier | SUA            | 28 | 9                | 25               | 34               | 28               | -                | -  | -                    | -                    | -                    |                      |                      |
| 2015-2016 | Thunder de l'Adirondack                    | ECHL           | 72 | 29               | 31               | 60               | 24               | 12               | 2  | 7                    | 9                    | 4                    |                      |                      |
| 2016-2017 | Everblades de la Floride                   | ECHL           | 63 | 21               | 37               | 58               | 30               | 12               | 3  | 6                    | 9                    | 4                    |                      |                      |
| 2017-2018 | Everblades de la Floride                   | ECHL           | 48 | 18               | 38               | 56               | 21               | 18               | 11 | 11                   | 22                   | 12                   |                      |                      |
| 2017-2018 | Monsters de Cleveland                      | LAH            | 6  | 0                | 0                | 0                | 0                | -                | -  | -                    | -                    | -                    |                      |                      |

### En équipe nationale
| Année | Équipe | Compétition |   | PJ | B | A | Pts | Pun           |  | Résultat |
| 2013  | Canada | Universiade | 6 | 2  | 6 | 8 | 4   | Médaille d'or |  |          |